# Xã Guelph, Quận Sumner, Kansas
Xã Guelph (tiếng Anh: Guelph Township) là một xã thuộc quận Sumner, tiểu bang Kansas, Hoa Kỳ. Năm 2010, dân số của xã này là 184 người.